# Bugherlac
Il bugherlac (reso anche come bargelach o in altre forme in diverse traduzioni) è un uccello descritto nel capitolo LXX del Milione di Marco Polo.

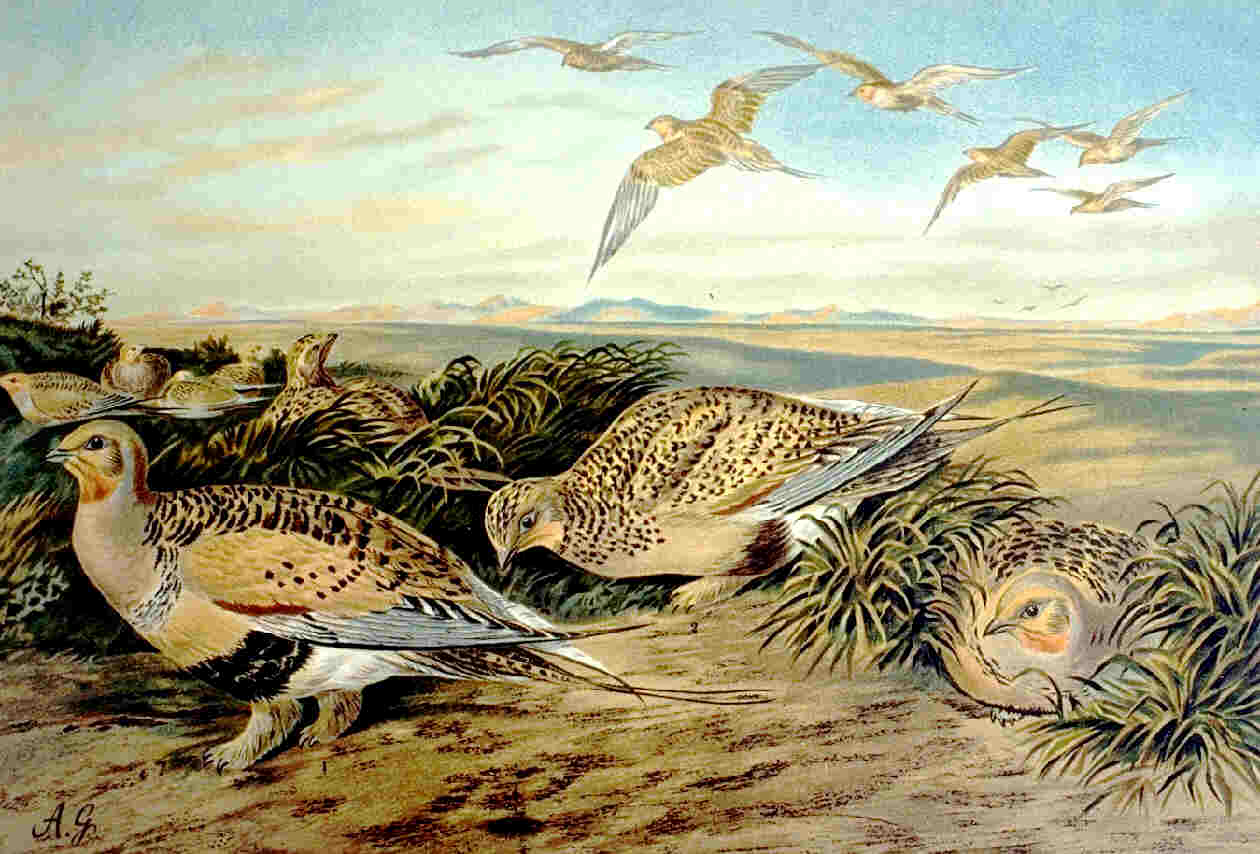
Syrrhaptes paradoxus, l'uccello identificato col bugherlac

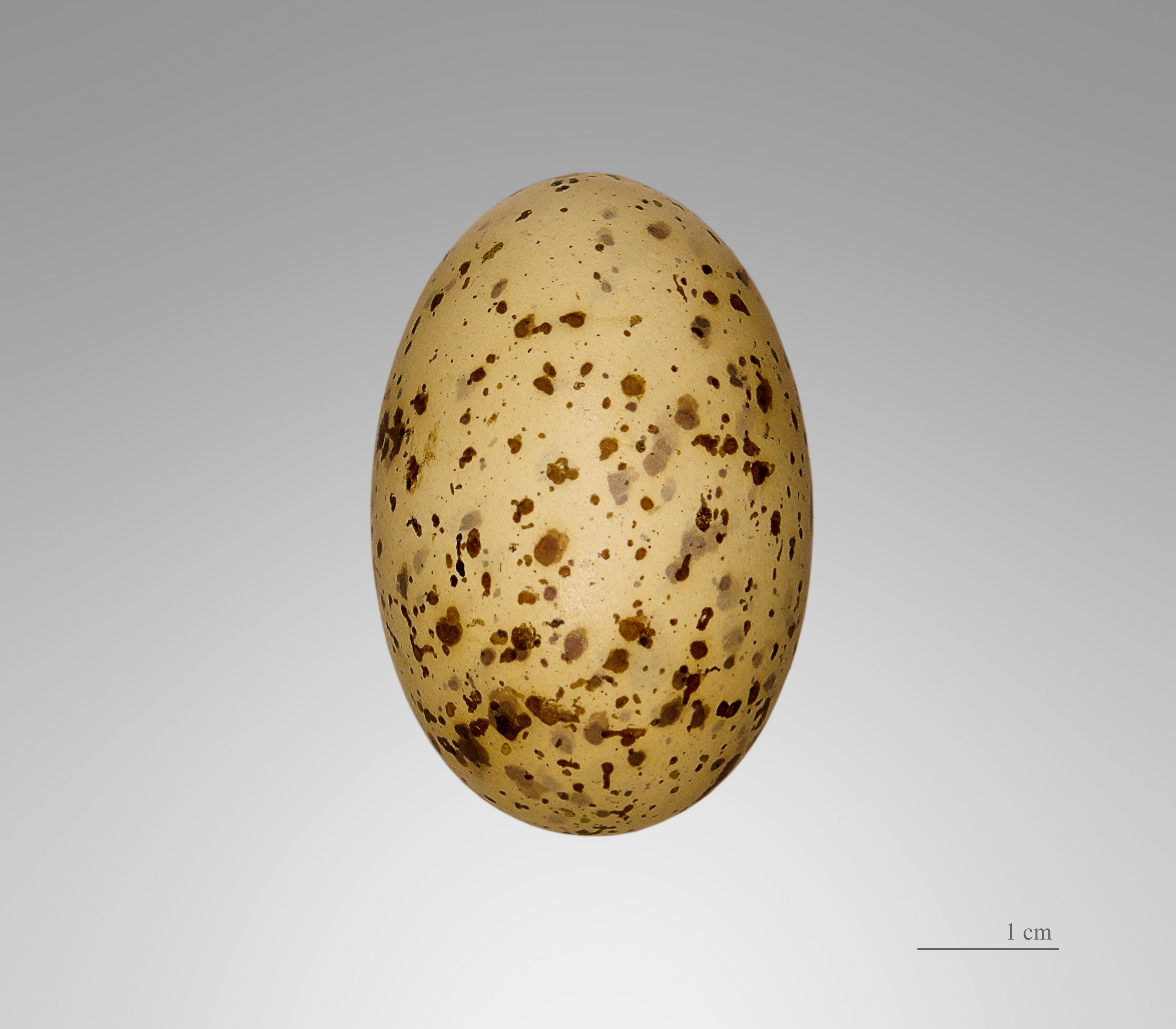
Syrrhaptes paradoxus

Nel racconto di Polo, il bugherlac è un uccello che vive nella "piana di Bangu" (verosimilmente la Siberia), delle dimensioni di una pernice, con le zampe simili a quelle di un pappagallo, la coda come quella di una rondine, e predato dai falconi.
La questione di quale specie animale corrisponda al bugherlac di Polo è controversa; l'orientalista Henry Yule ritiene che si tratti quasi certamente del Syrrhaptes paradoxus, un uccello della famiglia Pteroclidae, ma osserva che un nome simile (boghurtlak o baghurtlak) indica in turco orientale una specie simile, del genere Pterocles. Sempre Yule osserva che né lo Syrrhaptes né gli Pterocles hanno zampe "da pappagallo", anche se il riferimento al pappagallo potrebbe essere spiegato da una certa similitudine nell'andatura, più che nella morfologia.